# 6 Dörfer für 2006
6 Dörfer für 2006 (engl.: 6 villages for 2006) ist die offizielle Benefiz-Aktion zur FIFA Fußball-Weltmeisterschaft 2006 in Deutschland. Zusammen mit dem SOS-Kinderdorf wollte man bis zum Endspiel am 9. Juli 2006 Spenden sammeln, um den Bau von sechs neuen SOS-Kinderdörfern zu ermöglichen. Diese sollen dann in Brasilien, Mexiko, Nigeria, Südafrika, der Ukraine und Vietnam gebaut werden. Das angestrebte Ziel von 18 Millionen Euro wurde übertroffen und mehr als 21 Millionen Euro zusammengetragen.
Da dem Nationalen Förderer der Fußball-WM Oddset wegen der Sportmonopolstellung die Bandenwerbung in den WM-Stadien untersagt wurde, trat diese ihre Werbeflächen an die Aktion ab.

## Errichtete Kinderdörfer
Das erste SOS-Kinderdorf, das von diesem Geld gebaut wurde, wurde am 21. März 2007 in Morelia (Mexiko) eingeweiht.
Am 12. Juni 2007 wurde das Kinderdorf in Dong Hoi (Vietnam) offiziell eingeweiht. Weitere Dörfer wurden bereits in Recife (Brasilien) und in Rustenburg (Südafrika) errichtet, in Kiew (Ukraine) und in Abuja (Nigeria) wird noch gebaut. (Stand Februar 2008)